# 빅토르 사네예프
빅토르 다닐로비치 사네예프(러시아어: Виктор Данилович Санеев, 조지아어: ვიქტორ სანეევი, 1945년 10월 3일~2022년 1월 3일)는 현재 은퇴한 조지아의 육상 선수이자, 당시 소비에트 연방의 선수로 출전하여 올림픽 세단뛰기 3연패(1968, 1972, 1976)를 달성하였다.
수후미에서 러시아계 부모에게 태어난 사네예프는 1956년 육상을 시작하여 간티아디 기숙사 학교에서 훈련하였다.
그는 키 188cm(6ft 2in)에 몸무게 78kg(172lb) 체격에 첫 코치 아코프 케를셀얀은 그를 세단뛰기에 전문적으로 권하였다. 1963년 스파르타키아다에 첫 시합을 나가 3위를 차지하였다. 1968년 전 소비에트 선수권 대회와 멕시코시티 올림픽에서 10월 17일 2개의 세계 기록 - 17.23m와 17.39m를 세워 금메달을 땄다. 4년 후의 같은 날짜에 수후미에서 17.44m의 세계 기록을 다시 한번 세웠다.
1972년 뮌헨 올림픽과 1976년 몬트리올 올림픽에서도 같은 종목에서 우승하였으며, 1980년 모스크바 올림픽에서 4연승을 기대하였지만 은메달을 땄다.
또한 1969년과 1974년 유럽 선수권 대회에서도 그 종목을 우승하기도 하였다.
노동적기훈장(1969), 레닌 훈장(1972), 인민의 친선 훈장(1976)이 수여되었다.
1990년대 초반에 소비에트 연방의 몰락과 조지아 내란이 일어나자 그는 가족과 함께 오스트레일리아로 이주하였다. 피자 배달 같은 일을 하다가, 결국 헌터스힐의 세인트 조지프스 칼리지에서 체육 교사가 되었으며, 후에 뉴사우스웨일즈 스포츠 연구소에서 코치로 일하였다.
2022년 1월 3일 시드니에서 사망하였다.